# Love vs. Money
Love vs. Money är R&B-artisten och låtskrivaren The-Dreams andra skiva. Skivan släpptes den 10 mars 2009.

## Produktion
The-Dream samarbetade på nytt med sin produktionspartner Christopher "Tricky" Stewart som producerade de flesta låtarna till skivan, och LOS Da Maestro som gjorde de flesta låtarna på Love/Hate. Dream skaffade också hjälp av Lil Jon för låten "Let Me See the Booty". Han sade också att han hade gjort låtar med Ludacris och Fabolous, fast de låtarna kom inte med på skivan.

## Låtlista
| Nr | Titel                    | Gästartist(er) | Längd |
| -- | ------------------------ | -------------- | ----- |
| 1  | "Money Intro"            |                | 0:09  |
| 2  | "Rockin' That Shit"      |                | 3:43  |
| 3  | "Walkin' on the Moon"    | Kanye West     | 4:15  |
| 4  | "My Love"                | Mariah Carey   | 3:25  |
| 5  | "Put It Down"            |                | 5:02  |
| 6  | "Sweat It Out"           |                | 4:24  |
| 7  | "Take U Home 2 My Mama"  |                | 3:39  |
| 8  | "Love vs. Money"         |                | 4:12  |
| 9  | "Love vs. Money: Part 2" |                | 4:12  |
| 10 | Fancy                    |                | 6:30  |
| 11 | "Right Side of My Brain" |                | 4:26  |
| 12 | "Mr. Yeah"               |                | 4:53  |
| 13 | Kelly's 12 Play          |                | 4:18  |
| 14 | "Let Me See the Booty"   | Lil Jon        | 3:35  |

## Recensioner
| - Allmusic länk - The Boston Globe (favorable) länk - Billboard (favorable) länk - Entertainment Weekly (C+) länk - People länk - PopMatters länk - Rolling Stone länk - Slant länk - Tiny Mix Tapes länk - Vibe (positiv) länk | - Aftonbladet länk - City länk - Corren länk - Digfi dddd länk - Kristianstadsbladet länk - Metro länk - Nöjesguiden (Positiv) länk - Norran - Sydsvenskan länk |